# Proteina di fusione
Le proteine di fusione o proteine chimeriche sono proteine formate a partire dalla traduzione di due o più geni originariamente indipendenti e successivamente fusi insieme, a causa di un processo naturale o di opportune modificazioni in laboratorio. Ciascuno di questi geni avrebbe dato origine a una proteina indipendente, se non fosse stato associato all'altro o agli altri geni.
Le proteine di fusione hanno proprietà chimiche diverse rispetto alle proteine originali; quelle ottenute artificialmente si ottengono utilizzando la tecnologia del DNA ricombinante, cioè unendo due o più frammenti di DNA originariamente indipendenti, e vengono utilizzate in diversi ambiti, ad esempio in medicina come farmaci o per scopi di ricerca scientifica. Le proteine di fusione assemblatesi in natura per mezzo di processi spontanei, invece, possono formarsi in diverse circostanze, ad esempio in alcuni tipi di neoplasia, come la leucemia mieloide cronica; in questo caso, il gene BCR, localizzato sul cromosoma 22, si fonde spontaneamente con il gene ABL1, localizzato sul cromosoma 9. La proteina che ne deriva è chiamata infatti BCR/ABL1.
Un esempio di proteina di fusione ottenuta in laboratorio è l'abatacept: si tratta di un farmaco utilizzato nella terapia dell'artrite reumatoide ed è costituito da un'immunoglobulina fusa insieme all'antigene citotossico della popolazione CTLA-4 dei linfociti T.